# Echium tuberculatum
Echium tuberculatum är en strävbladig växtart som beskrevs av Johann Centurius von Hoffmannsegg och Link. Enligt Catalogue of Life ingår Echium tuberculatum i släktet snokörter och familjen strävbladiga växter, men enligt Dyntaxa är tillhörigheten istället släktet snokörter och familjen strävbladiga växter. Arten förekommer tillfälligt i Sverige, men reproducerar sig inte. Utöver nominatformen finns också underarten E. t. nanum.